# Katholieke Kerk in Lesotho
De Katholieke Kerk in Lesotho is een onderdeel van de wereldwijde Rooms-Katholieke Kerk, onder het geestelijk leiderschap van de paus en de curie in Rome.
In 2005 waren ongeveer 966.000 (51%) inwoners van Lesotho lid van de Katholieke Kerk. Lesotho bestaat uit een enkele kerkprovincie, Maseru. De kerkprovincie Maseru omvat een aartsbisdom en drie bisdommen. De bisschoppen zijn lid van de bisschoppenconferentie van Lesotho. Er is momenteel geen president van de bisschoppenconferentie. Verder is men lid van de Inter-Regional Meeting of Bishops of Southern Africa en de Symposium des Conférences Episcopales d’Afrique et de Madagascar.
Apostolisch nuntius voor Lesotho is aartsbisschop Henryk Mieczysław Jagodziński, die tevens nuntius is voor Botswana, Namibië, Swaziland en Zuid-Afrika.

## Bisdommen
| - Aartsbisdom - Bisdom |

- Maseru
  - Leribe
  - Mohale's Hoek
  - Qacha's Nek

Ligging bisdommen binnen Lesotho
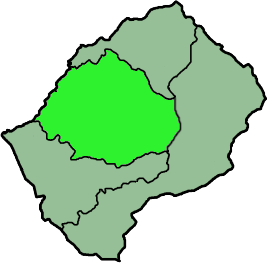
Aartsbisdom Maseru
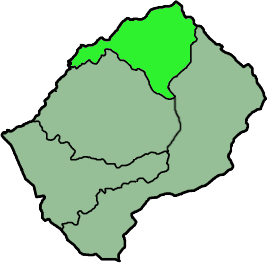
Bisdom Leribe
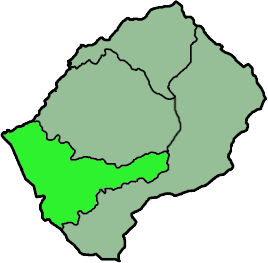
Bisdom Mohale's Hoek
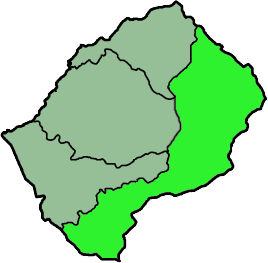
Bisdom Qacha's Nek

## Nuntius
- Apostolisch pro-nuntius
  - Aartsbisschop John Gordon (19 augustus 1967 – 1971)
  - Aartsbisschop Alfredo Poledrini (20 september 1971 – 18 september 1978)
  - Aartsbisschop Edward Idris Cassidy (25 maart 1979 – 6 november 1984, later kardinaal)
  - Aartsbisschop Joseph Mees (19 januari 1985 – oktober 1987)
  - Aartsbisschop Ambrose Battista De Paoli (6 februari 1988 – 11 november 1997)
- Apostolisch nuntius
  - Aartsbisschop Manuel Monteiro de Castro (7 maart 1998 – 1 maart 2000)
  - Aartsbisschop Blasco Francisco Collaço (24 juni 2000 – 17 augustus 2006)
  - Aartsbisschop James Patrick Green (6 september 2006 - 17 maart 2012)
  - Aartsbisschop Mario Roberto Cassari (17 maart 2012 - 22 mei 2015)
  - Aartsbisschop Peter Bryan Wells (13 februari 2016 - 8 februari 2023)
  - Aartsbisschop Henryk Mieczysław Jagodziński (16 april 2024 - heden)